# راجووو
راجووو (به لهستانی:  Radziłów) یک روستا در لهستان است که در گمینا راجووو واقع شده‌است. راجووو ۱٬۲۶۷ نفر جمعیت دارد.